# وینسنت ریوتا
وینسنت ریوتا (انگلیسی: Vincent Riotta؛ زادهٔ ۱۴ اکتبر ۱۹۵۹) بازیگر اهل بریتانیا است.
از فیلم‌ها یا برنامه‌های تلویزیونی که وی در آن نقش داشته‌است، می‌توان به خولتسیوس و پلیکان کامپنی، موسی، پوآرو، خیابان کورونیشن، جاگ، مانک، زیر آفتاب توسکانی، شوالیه تاریکی، آلیاس، هفت‌تیر، بهشت، نه، در عشق و جنگ، ماندولین کاپیتان کارولی، شتاب، مرد سایه‌ای، فراری، شخص سوم، دوزخ، پروانه سیاه، سقوط آسمان، مأموریت در تایلند، پلیدی‌های دا وینچی، انتبه، دو پاپ، موشک سازی: اثر نامبی، باشگاه کتاب: فصل بعدی و خانه مد گوچی اشاره کرد.